# Powiat koszaliński
Powiat koszaliński är ett distrikt (Powiat) i norra Polen, tillhörande Västpommerns vojvodskap. Administrationen har sitt säte i staden Koszalin, som dock är en stad med powiatstatus och alltså själv inte tillhör det omkringliggande Powiat koszaliński. Befolkningen i distriktet uppgår till 64 050 invånare (2010).

## Administrativ kommunindelning
Distriktet indelas i åtta kommuner, varav tre är stads- och landskommuner och fem är landskommuner. Invånarantal anges för 2009.

Kommunindelning

### Stads- och landskommuner
Följande städer bildar kommuner tillsammans med omkringliggande landsbygd:
- Bobolice (9 771)
- Polanów (9 096)
- Sianów (13 440)

### Landskommuner
Följande kommuner har endast mindre tätorter:
- Będzino (9 368)
- Biesiekierz (5 847)
- Manowo (6 422)
- Mielno (5 077)
- Świeszyno (6 028)